# Albert von Binder

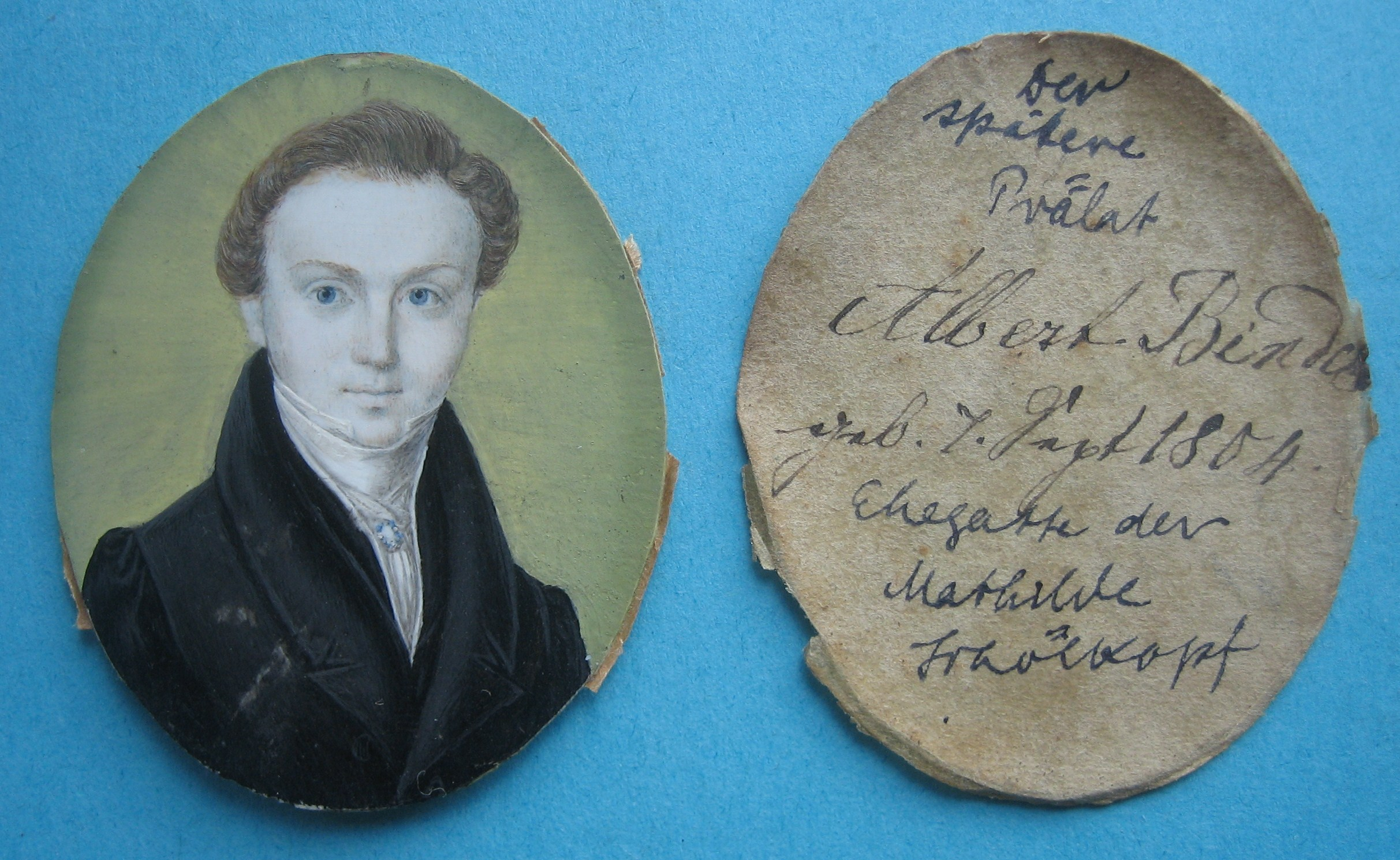
Portraitminiatur des späteren Prälaten Albert von Binder

Albert Binder, ab 1864 von Binder, (* 7. September 1804 in Augsburg; † 21. Oktober 1868 in Ludwigsburg) war ein deutscher Geistlicher, Generalsuperintendent und Prälat von Ludwigsburg.
Nach dem Besuch des Gymnasiums in Stuttgart studierte Binder von 1822 bis 1826 an der Universität Tübingen Theologie und Philosophie. Die Promotion zum Dr. phil. erfolgte dort 1825. Nach kurzem Vikariat 1827 in Zwerenberg, wurde er noch 1827 aufgrund seiner hervorragenden Kenntnisse Repetent am Evangelisch-Theologischen Seminar Maulbronn. 1829 ging er auf Studienreise nach Berlin, bevor er 1830 kurz Stadtvikar in Stuttgart wurde. Anschließend folgte eine Tätigkeit als Repetent am Tübinger Stift. Ab 1832 war er Diakon (ab 21. Dezember 1831) sowie Konferenzdirektor im Kirchenbezirk Sulz am Neckar und Pfarrer von Holzhausen (ab 14. Februar 1832).
Am 24. Februar 1836 wurde er zum Garnisonsprediger in Ludwigsburg, ab 1861 zum Prälaten und Generalsuperintendenten von Ludwigsburg ernannt. In dieser Zeit war er bis zu seinem Eintritt in den Ruhestand 1868 Abgeordneter der Zweiten Kammer der Württembergischen Landstände. Ein Monat nach Eintritt in den Ruhestand verstarb er.

## Heirat und Familie
Albert Binder war der älteste Sohn des württembergischen Hofrats und Stuttgarter Kaufmanns Christian Binder und seiner Frau Wilhelmine Brodhag. Binders Großväter mütterlicher- und väterlicherseits waren beide evangelische Pfarrer in württembergischen Gemeinden. Am 7. Februar 1832 heiratete Binder in Gerlingen Mathilde Schölkopf (* 6. Januar 1805 in Ehningen; † 13. August 1875 in Ludwigsburg), die Tochter des dortigen Gemeindepfarrers Magister Christoph Daniel Schölkopf und seiner Frau Friederike Brodhag. Die beiden Mütter, Wilhelmine und Friederike Brodhag, waren Schwestern, Albert Binder und Mathilde Schölkopf damit Cousin und Cousine.
Das Ehepaar Binder hatte drei Kinder Oscar (* 1832 Sulz am Neckar), Fanny (* 1836 Sulz am Neckar) und Clara (* 1841 Ludwigsburg).
Sein Bruder ist Gustav von Binder.
Sein Schwager ist Franz Eberhard von Breitschwert.

## Ehrungen
- 1856 Ritterkreuz des Friedrichs-Ordens[1]
- 1864 Ritterkreuz des Ordens der Württembergischen Krone[2], welches mit dem persönlichen Adelstitel (Nobilitierung) verbunden war.